# Središče ob Dravi
Središče ob Dravi je naselje z okoli 1000 prebivalci in središče Občine Središče ob Dravi. 
Prvo ime za Središče je bilo Polstrau. Izhaja iz latinske besede Polustrist, kar pomeni močvirnat kraj. To dokazuje, da so tu bili že stari Rimljani. Kraj je omenjen že leta 1433. Hiše so prvič dobile hišne številke leta 1771. Kraj leži ob reki Dravi in ob meji s Hrvaško. Ima cesto in železniško progo. Ljudje se predvsem ukvarjajo s kmetijstvom, gostinstvom, turizmom, kulturo, trgovstvom (trgovine) ter obrtna podjetja. V kraju so naslednje javne zgradbe: osnovna šola, cerkev, vrtec, občina, lekarna, gasilski dom, kulturni dom, zdravstveni dom in pošta.

## Opis
Središče ob Dravi je večje, delno urbanizirano naselje, ki leži na terasi na levem bregu Drave in blizu izliva potoka Trnava vanjo. Večji del naselja leži ob državni cesti Ormož - Središče ob Dravi in v bližini državne meje s Hrvaško. Središče kraja predstavlja trg imenovan Plac, od koder se odcepita cesti v Štrigovo in Ljutomer. Drugi deli naselja so še: Steničnjak, Stras, Breg, Stiperišče, Pod Čapljami, Trate in Rakitje. Hiše stojijo tipično za to pokrajino deloma čelno, deloma s kapmi na ulico. Nadmorska višina pri železniški postaji znaša 186 m.
Ob Dravi je prst peščena in na njej raste značilna rastlina rakitovec (Hippophae rhamnoides). Gozd sestavljajo v največji meri gaber, bor in hrast, ki je poln živali kot so zajci, fazani in srnjad, sicer pa so okoli naselja travniki in njive.
Šola je bila ustanovljena leta 1660. Prvo šolsko zgradbo so dobili leta 1812, drugo leta 1891, nakar so jo leta 1966 obnovili in dozidali. V naselju stoji podružnična poznogotska Marijina cerkev z baročnimi oboki in zvonikom ter zakristijo. Oprema v cerkvi je iz prve polovice 18. stoletja. Na koncu Placa je kužno znamenje, na samem trgu pa spomenik NOB z vklesanimi imeni padlih.
Da je bilo območje naseljeno že v preteklosti pričajo najdbe kamnitih sekir, rimskih novcev in južno od Središča na njivi Cirkvici antične stavbe z ostanki prazgodovinskih posod, med ruševinami pa staroslovanske grobove s pridatki. V zgodnjem srednjem veku se je naselje razvilo okoli stolpastega gradu na umetnem griču Gradišču. Menijo, da so ga postavili gospodje Ptujski, ko so leta 1255 prejeli madžarski fevd. Leta 1305 se je kraj imenoval Pulstraw in leta 1500 Sredische. Leta 1433 je prvič omenjen kot trg, čeprav je to postal najbrž že precej prej. Leta 1441 je imel svojo mitnico in sodišče in do leta 1787 lastno sodstvo, a nikoli popolne avtonomije. Podložen je bil ormoškim graščakom. Imeli so pravico do tedenskega tržnega dne, lova in ribolova, bili so oproščeni mitnine in carine. Ljudje so bili kmetje in trgovci predvsem zaradi obmejne lege, manj obrtniki. Tu so Turki leta 1396 prvič stopili na štajerska tla. Kraj so večkrat izropali in požgali (1479 in 1532), porušili so tudi grad. Leta 1704 so ga izropali kruci.
Leta 1883 je bilo ustanovljeno bralno društvo Edinost, domači dijaki, ki so hodili v varaždinsko gimnazijo so se navzeli ilirskega duha. Središče je bilo trdnjava slovenstva.
Leta 1895 se je v Središču ob Dravi rodil znan slovenski odvetnik, veteran prve svetovne vojne in simpatizer letalstva ter iniciator Mariborskega letališča ter ustanovni član aerokluba Naša krila dr. Ivo Šestan. 
V obdobju po letu 1991 in samostojni Sloveniji sta v Središču ob Dravi nastala mednarodni mejni prehod za cestni promet ob glavni cesti št. G1-2 in mejni prehod za obmejni promet na občinski cesti, poleg tega pa še vrsta prehodnih mest za lokalno prebivalstvo, ki jim olajšajo življenje ob novonastali meji. Z vstopom Hrvaške 1. Januarja 2023 v skupno schengensko območje je mejna kontrola po 32. letih ukinjena.